# Light Novel Award
O Light Novel Award (ライトノベルアワード, Raito Noberu Awaado) foi um prêmio literário distribuído pela editora japonesa Kadokawa Shoten para light novels e foi realizado apenas uma vez em 2007. Apenas novelas publicadas pela Kadokawa Shoten através da Kadokawa Sneaker Bunko podiam participar, além de outras três companhias afiliadas a empresa no Kadokawa Group—Enterbrain, Fujimi Shobo e MediaWorks. As novelas da Enterbrain eram publicadas através da Famitsu Bunko, as da Fujimi Shobo através da Fujimi Fantasia Bunko ou Fujimi Mystery Bunko e as da MediaWorks, através da Dengeki Bunko. No concurso, havia cinco categorias: comédia romântica, ambiente escolar, ação, mistério e romantização (romances que tiveram como base materiais já publicados).

## Prize winners
| Comédia românticaToradora!, Yuyuko Takemiya Outros Goshūshō-sama Ninomiya-kun, Daisuke Suzuki Kamisama Game, Shū Miyazaki Magician's Academy, Ichirō Sakaki Ambiente escolarChrome Shelled Regios, Shūsuke Amagi Outros Andaka no Kaizōgaku, Akira Asura Cryin', Gakuto Mikumo Gakkō no Kaidan, Takaaki Kaima AçãoRental Magica, Makoto Sanda Outros Kōtetsu no Shiro Usagi Kishi Dan, Kō Maisaka Rengoku no Escudo, Junichirō Takane Toaru Majutsu no Index, Kazuma Kamachi | Mistériosérie Book Girl, Mizuki Nomura Outros Danshō no Grimm, Gakuto Coda Makizoe Holic, Ryōta Azuma Shi-No, Amane Kōzuki NovelizaçãoMonster Hunter (adaptação do video game), Yūkinrin Outros Eureka Seven, Tomonori Zugihara Gunparade Orchestra, Ryōsuke Sakaki Karin Zōketsuki, Tōru Kai |